# Конкурс молодых танцоров «Евровидение-1985»
Евровидение для молодых танцоров 1985 (англ. Eurovision Young Dancers 1985) — первый конкурс молодых танцоров «Евровидение», который прошёл в Италии в 1985 году. Финал конкурса состоялся 16 июня 1985 года на сцене Муниципального театра в Реджо-нель-Эмилия. Победу на конкурсе одержала участница из Испании Аранча Аргуэльес. Танцоры из Норвегии и Швеции заняли второе и третье место соответственно.
Организатором конкурса выступила итальянская общественная телерадиокомпания. RAI и Европейский вещательный союз. В конкурсе приняли участие молодые танцоры в возрасте до 22 лет из 11 стран.

## Место проведения

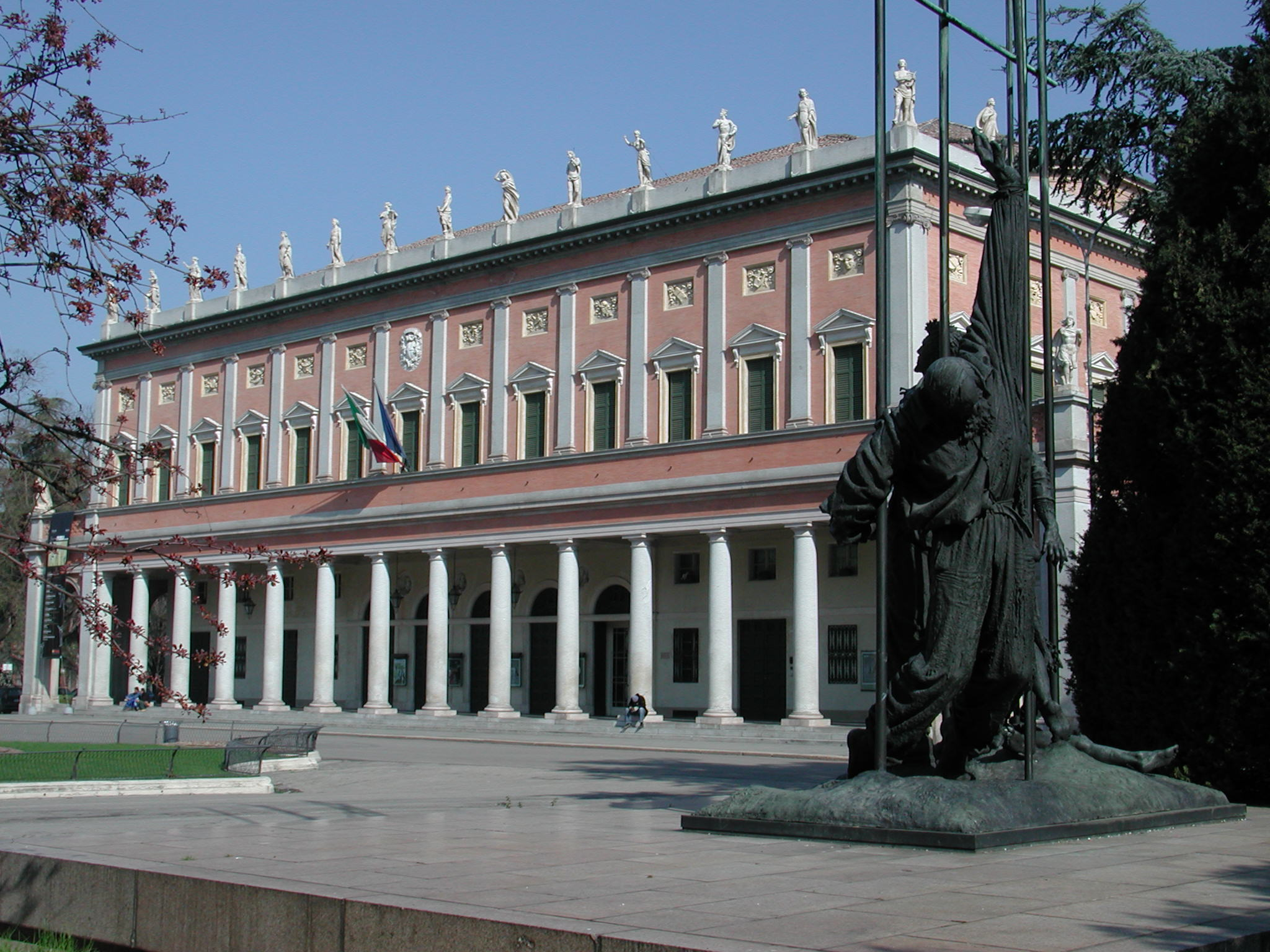
Муниципальный театр Реджо-Эмилии

Местом проведения первого конкурса стал Муниципальный театр Реджо-Эмилии.
После пожара 1741 года в театре Читтаделла в апреле 1851 года новый театр был спроектирован архитектором Чезаре Коста и построен в неоклассическом стиле между 1852 и 1857 годами. Его открытие состоялось 21 апреля 1857 года с исполнением Виттора Пизани местным композитором Ахиллом Пери.

## Формат
Формат состоит из непрофессиональных танцоров в возрасте от 16 до 21 года, которые соревнуются в исполнении танцевальных номеров по своему выбору, которые они подготовили заранее. Затем все участники принимают участие в хореографическом групповом танце во время "Недели молодых танцоров"
Члены жюри профессионального аспекта, представляющие элементы балета и современных танцевальных стилей оценивают каждую из конкурирующих индивидуальных и групповых танцевальных программ. Абсолютный победитель по завершении финальных танцев выбирается членами профессионального жюри.

## Члены жюри
- Петер Шауфусс (председатель)[4]
- Алисия Маркова
- Пауло Бортолизи
- / Марика Бесобрасова
- Хельба Ногейра

## Участники
Награды получили три лучшие страны. В приведенной ниже таблице они представлены с использованием золота, серебра и бронзы. Результаты размещения остальных участников неизвестны и никогда не публиковались Европейским вещательным союзом

### Финал
| Страна         | Участник                           | Результат    |
| -------------- | ---------------------------------- | ------------ |
| Бельгия        | Ариан ван де Вайвер и Бен Хуис     | —            |
| Великобритания | Мария Альмейда и Эррол Пикфорд     | —            |
| Испания        | Аранча Аргуэльес                   | Победитель   |
| Италия         | Сабрина Витэнджели                 | —            |
| Нидерланды     | Жанетт ден Блейкер и Рубен Бругман | —            |
| Норвегия       | Арне Фэджерхолт                    | Второе место |
| ФРГ            | Штефани Экхоф                      | —            |
| Финляндия      | Аннеке Лоннрот                     | —            |
| Франция        | Кристин Лэндо и Стефан Элизэйб     | —            |
| Швейцария      | Ксавье Ферла                       | —            |
| Швеция         | Миа Стэг и Йёран Свальберг         | Третье место |